# Arcyksiążę

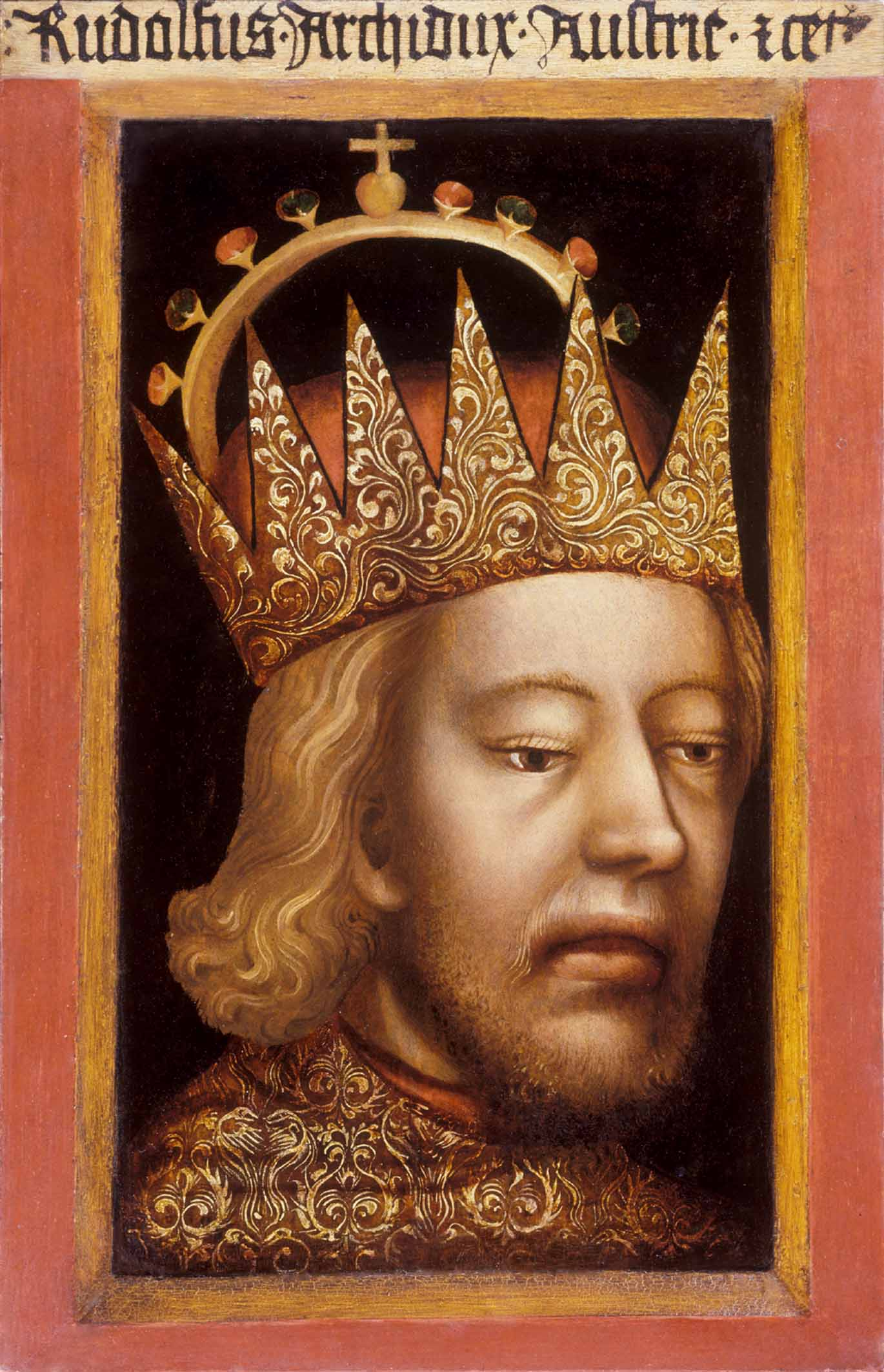
Średniowieczny portret Rudolfa IV jako Archidux Austriae w uzurpowanej koronie arcyksiążęcej

Arcyksiążę (niem. Erzherzog, łac. archidux), forma żeńska arcyksiężna (niem. Erzherzogin) – od 1356 do 1918 roku tytuł władców Arcyksięstwa Austriackiego. Od roku 1438 tytuł arystokratyczny książąt i księżniczek austriackich domu Habsburgów, od XVI wieku nadawany wszystkim członkom dynastii. 
Po raz pierwszy użyty przez Rudolfa IV w sfałszowanym dokumencie Privilegium Maius w 1358. Uzurpowany tytuł potwierdzony został dopiero w 1438 przez cesarza z samego rodu Habsburgów, Fryderyka III. Po wygaśnięciu męskiej linii Habsburgów na cesarzu Karolu VI Habsburgu, przeszedł na linię domu Habsbursko-Lotaryńskiego.